# Dan Bălan
Dan Mihai Bălan (* 6. Februar 1979 in Chișinău), auch bekannt als Crazy Loop, ist ein moldauischer Sänger, Musiker und Musikproduzent. Bisher veröffentlichte er Songs auf Rumänisch, Ukrainisch, Russisch, Spanisch und Englisch. Er ist Mitbegründer und Mitglied der Band O-Zone, die 2004 mit Dragostea din tei einen internationalen Charterfolg hatte.

## Karriere
Bevor Bălan bei O-Zone mitwirkte, war er Sänger und Keyboarder einer Doom-Metal-Band namens Inferialis aus Chișinău (Republik Moldau). Petru Jelihovschi, der nur ganz zum Anfang bei O-Zone mitmachte war ebenfalls bei Inferialis als Sänger tätig. Die Band bestand von 1996 bis 1998 und stellte in der Zeit eine limitierte Demokassette mit zwei Liedern fertig.
Seinen größten Erfolg erreichte Bălan im Jahr 2004 mit der Band O-Zone. Er komponierte fast alle Lieder der Gruppe, unter anderem auch den internationalen Hit Dragostea din tei.
Im Oktober 2007 veröffentlichte Bălan unter dem Pseudonym Crazy Loop die gleichnamige Single Crazy Loop (Mm-ma-ma), die auf Platz 1 der rumänischen Charts landete. Sie wurde am 4. Juli 2008 in Deutschland veröffentlicht und stieg auf Platz 18 der Hitparade ein. Kurz darauf landete er mit seiner zweiten Single Johanna (Shut Up!) aus dem Album The Power of Shower auf Platz eins der rumänischen Charts. 2011 folgte die russischsprachige Single Лишь до утра (Transkription Lisch do utra), die Platz 3 der Charts in Russland erreichte. 2020 veröffentlichte er nach langjähriger Pause vier Lieder unter seinem früheren Alias Crazy Loop.
2019 war er einer der Juroren in der 9. Staffel der ukrainischen TV-Show „Voice of Ukraine“. Bei einem Auftritt beim „Star of Asia“-Festival in Kasachstan sang er ein Duett mit der kasachischen Sängerin Indira Elemes mit dem Titel Men seni unatyp edim.

## Diskografie

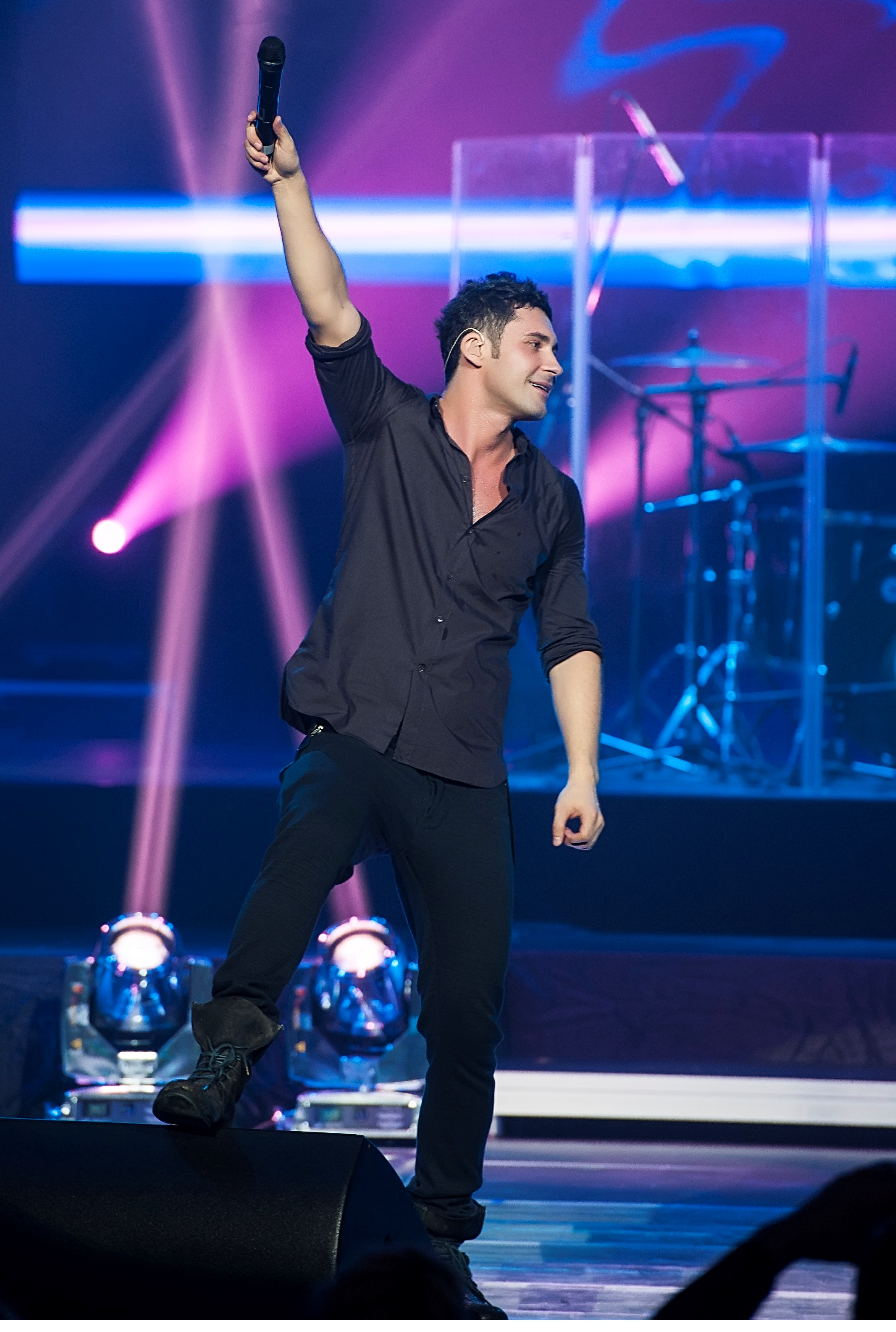
Dan Bălan, 2012

### Alben
- 2007: The Power of Shower[4]
- 2010: Crazy Loop Mix
- 2012: Freedom, Part 1
- 2021: Freedom, Part 2

### Singles
als Crazy Loop
- 2008: Crazy Loop (Mm-ma-ma)
- 2008: Joanna (Shut Up!)[4]
- 2008: Despre tine cânt (Part 2)[4]
- 2020: Intro[5]
- 2020: Electric Shock[6]
- 2020: Full Immunity[7]
- 2023: Love Maria[8] (auch bekannt als 80's On My Brain)

als Dan Bălan
- 2010: Chica Bomb
- 2010: Justify Sex
- 2010: Лепестками Слёз
- 2011: Freedom
- 2011: Лишь до утра
- 2012: Люби
- 2012: не Любя
- 2012: Lonely
- 2013: Lendo Calendo! (feat. Tany Vander & Brasco)
- 2014: Домой
- 2015: Funny Love
- 2015: Плачь
- 2017: Наше Лето (mit Vera Brezhneva)
- 2017: Hold on Love
- 2018: Allegro Ventigo
- 2018: Numa Numa 2 (mit Marley Waters)
- 2019: Balzam (feat. Luisa Chebotina)
- 2020: Дышат о любви (mit Indi)
- 2021: Любовь как в песнях
- 2022: Printre culori
- 2024: Ultima Noapte (feat. Irina Rimes)

### Dan Balan
- Dan Bălan bei MySpace
- Offizielle Homepage

### Crazy Loop
- Crazy Loop bei MySpace

## Belege
1. ↑  Chartquellen: DE1 DE2 AT UK
2. ↑  Inferialis bei spirit-of-metal.com
3. ↑  Album Electric Shock SLOW! (Mix in a Loop), Crazy Loop | Qobuz: Download und Streaming in hoher Audioqualität. Abgerufen am 14. November 2021 (österreichisches Deutsch).
4. 1 2 3  Keine deutsche Veröffentlichung
5. ↑  Intro. 28. August 2020, abgerufen am 22. November 2022.
6. ↑  Electric Shock! (Mix in a Loop). 18. September 2020, abgerufen am 22. November 2022.
7. ↑  Full Immunity (Mix in a Loop). 18. September 2020, abgerufen am 22. November 2022.
8. ↑  Love Maria. 5. Mai 2023, abgerufen am 5. Mai 2023.

| Personendaten    | Personendaten                              |
| ---------------- | ------------------------------------------ |
| NAME             | Bălan, Dan                                 |
| ALTERNATIVNAMEN  | Crazy Loop                                 |
| KURZBESCHREIBUNG | moldauischer Sänger, Musiker und Produzent |
| GEBURTSDATUM     | 6. Februar 1979                            |
| GEBURTSORT       | Chișinău, Moldauische SSR, Sowjetunion     |